# Nagyerdő
Nagyerdő är en skog i Ungern. Den ligger i den nordöstra delen av landet, 190 km öster om huvudstaden Budapest.